# ランジャタイによりますと
『ランジャタイによりますと』は、北日本放送で2022年10月7日から放送されているロケバラエティ番組シリーズである。
当初は『ランジャタイによると』と題された情報番組『ワンエフ』のVTRコーナーだった。伊藤が不祥事で活動休止となったため2024年8月から約5ヶ月間コーナーは休止。2025年1月12日からタイトルを『ランジャタイによりますと』に変更し、国崎と柴田アナのテレビ＆ラジオ番組として再スタートした。

## 概要
富山県氷見市出身のランジャタイ国崎（国ちゃん）が相方伊藤、柴田アナウンサー（富山出身）と共に地元富山のスポットを訪れ、紹介するロケ番組。
金曜夜の情報番組『ワンエフ』内のVTRコーナーとしてスタートした。

基本的に国崎がボケて、伊藤は傍観、ツッコミは柴田アナが担っていた。他の情報番組におけるロケ企画とは一線を画すシュールさを醸し出している。

また近年のロケ番組では珍しく、第4回放送の「海の駅蜃気楼編」を除いて、「食べてる姿は事務所NG」という理由で国崎は基本的に食レポはしない方針を取っている。

コーナー開始時からYouTube「KNB公式チャンネル」で見逃し配信をしており、富山県のローカル番組の１コーナーでありながら、開始時から富山だけではなく、全国にも番組ファンを徐々に増やしている。
2024年8月3日、伊藤の活動休止に伴い、コーナーが当面休止になることが発表された。
また、2024年8月18日に予定されていた「KNBふるさとスペシャル ランジャタイによると 夏休み☆SP」の放送は御蔵入りとなった。
それから4か月後の2024年12月13日の『ワンエフ』放送内にて、翌年1月から『ランジャタイによりますと』へと改題し月一の深夜番組になること、さらに毎週日曜放送の同名ラジオ番組が開始されることが発表され、伊藤の不祥事が原因で『ワンエフ』から降板という形になった。
2025年5月19日(18日深夜)放送の『丑三つ時SP』のなかで、同年7月27番組初の公開収録イベント「ランジャタイによりますと 壁の中」の開催が発表された。会場は富山駅前の商業施設「マリエとやま」の壁の中（正確には仮設間仕切りで囲われた空きテナント）と謳われている。

## 出演者
- ランジャタイ
  - 国崎和也
  - 伊藤幸司（芸能活動休止により『よりますと』は降板）
- 柴田泰佳（フリーアナウンサー）- コーナー開始から2023年春まではKNBアナウンサー。基本的に自由奔放な2人を止めるツッコミ役ではあるが、国崎に対して少し乱暴な口調になったり、「挑」(いどむ)と書かれた書を「桃」(もも)と読み間違えたりとアナウンサーらしからぬ行動をすることもある。

## 放送リスト

### ランジャタイによると
| 2022年 | 2022年   | 2022年                           | 2022年                                                                                             |
| 回数   | 放送日   | タイトル                         | 放送内容                                                                                           |
| ------ | -------- | -------------------------------- | -------------------------------------------------------------------------------------------------- |
| #0     | 10月1日  |                                  | 富山の金曜夜 ワンエフでスタート！                                                                  |
| #1     | 10月7日  | 魚津水族館 編                    | 水族館で魚が見えない！？ 国ちゃんの地元富山でちびっこと大はしゃぎ！                                |
| #2     | 11月11日 | ミラージュランド こわい乗り物 編 | 富山の遊園地に奇妙な馬！ 泣かないで国ちゃん！伊藤ちゃんはいません！？                              |
| #3     | 11月18日 | ミラージュランド ひんやり 編     | 富山の遊園地で極寒リポート！ 伊藤ちゃん国ちゃんが柴田アナに怒られる！？ カメラを置いていかないで！ |
| #4     | 12月16日 | 海の駅蜃気楼 編                  | 富山グルメを食レポ！これは食レポ？ 蜃気楼ゴリラに会いたい！                                        |

| 2023年 | 2023年   | 2023年                               | 2023年 |
| 回数   | 放送日   | タイトル                             | 放送内容 |
| ------ | -------- | ------------------------------------ | --- |
| #5     | 1月20日  | 太閤山ランド 幼少期の思い出 編       | 国ちゃん、幼少期に大好きだった富山の公園へ！ 伊藤ちゃんと自転車で爆走！？ みんなの心が1つになった日                       |
| #6     | 2月3日   | 太閤山ランド さがしもの 編           | 国ちゃん幼少期に夢中だった「勇者カード」を探せ！ 伊藤ちゃん富山県民に叫ばれる！？ 人面魚もいました                        |
| #7     | 2月17日  | 海王丸パーク 編                      | 恋人の聖地でへんなことばっかりする！！！！ あのカリスマが富山の海王丸に！？                                               |
| #8     | 3月17日  | 富山市科学博物館 編                  | 2つのロケが同時進行！ 富山の博物館でやらせバラエティ！？ 伊藤ちゃん国ちゃんティラちゃん                                   |
| #9     | 4月28日  | 富山市北代縄文広場 編                | 富山で縄文時代ロケ！ モテる火おこしと目に光のない家族！？ 伊藤ちゃん国ちゃんの才能開花                                    |
| #10    | 5月26日  | 総曲輪通り商店街 仲良くなりたい！ 編 | 商店街ロケで富山県民と仲良しに！！ でも、伊藤の足が…。 国ちゃん母いわく 「唯一息子がまともな番組」                        |
| #11    | 6月9日   | 総曲輪通り商店街 取材交渉がんばる 編 | 富山の商店街でアポなし取材交渉！ 伊藤ちゃん国ちゃんが入れないチョコ専門店！？ なんで！？                                  |
| #12    | 7月7日   | 立山サンダーバード 編                | 富山伝説のローカルコンビニは「ランジャタイ 側」！？ 伊藤さんと伊藤さんと国崎さん！ 柴田アナ疲れる                         |
| #13    | 8月4日   | まんだら遊苑 本当の地獄 編           | 阿鼻叫喚！ 地獄のテーマパークで国ちゃん伊藤ちゃんが裁かれる！！ 富山の閻魔様は浜ちゃん！？ 三途の川！カメムシ！           |
| #14    | 8月25日  | まんだら遊苑 輪廻転生 編             | 終わらない地獄！極楽はどこ？ 伊藤ちゃん国ちゃんが富山のテーマパークで 輪廻転生！ 一人だけが・・・                         |
| #15    | 9月22日  | 氷見市立博物館 編                    | 国崎和也を生んだ街・氷見へ！ 市の職員から熱烈ラブコール！ 氷見ヤバ…！？ 博物館ロケで何かが起こる                          |
| #16    | 10月27日 | ひみ番屋街 編                        | 祝1周年！ 国ちゃんのふるさと氷見で視聴者プレゼント選び！ 富山はみんな友達！？ 普通に予算オーバー！ 激近！                 |
| #17    | 11月24日 | 氷見昭和館 編                        | 国ちゃんの妹が号泣した思い出の昭和館へ！ ギャルに響く「上を向いて歩こう」飲まれるガチャ！？ 涙のラスト...                 |
| #18    | 12月15日 | チューリップ四季彩館 編              | プリを撮って虫も助けて国ちゃんは謝る！ チューリップの花言葉「博愛」を胸に！ 富山の美ゴリラ！？ 何も考えていない伊藤ちゃん |

| 2024年  | 2024年  | 2024年                     | 2024年 |
| 回数    | 放送日  | タイトル                   | 放送内容 |
| ------- | ------- | -------------------------- | --- |
| #19     | 1月19日 | おとぎの森公園 編          | １２月の新年ロケ！ 空気を読んでくれる富山県民にあけましておめでとうございます！ この子の親を選んでね                    |
| #生中継 | 2月16日 |                            | なんと夜の富山県庁に「生」潜入！ ウワサの新キャラに会いたい！ 優しすぎる県職員の皆さん… 尺が足りない                    |
| #20     | 3月8日  | マリエとやま 編            | 富山駅前のデパートを探検！ エア食レポに挑戦！？ まさか100円で… 新たな歴史を歩む桃                                       |
| #21     | 4月5日  | チンドン 編                | 富山のチンドンコンクール練習会へ！ 国ちゃんの具合が悪い！？ 微笑む伊藤ちゃん！ ホラーな展開に…                          |
| #22     | 5月10日 | ほたるいかミュージアム 編  | 飛ばせ目玉！ 富山の春はホタルイカが熱い！ 国ちゃんＮＧ食らいまくり！？ 伊藤ちゃんＶＲが上手ではない… イカスタッフがいる |
| #23     | 6月14日 | 駅北エリア 編              | 大雨でロケ中断！ 生放送に乱入＆社長を追いかける!? KNBだいすき！ 富山駅北ぶらり旅をしたかった                            |
| #24     | 7月12日 | 富山商業高等学校 応援部 編 | 高校の応援部で心身鍛錬！ 石を持ち水をかぶる!? 伝統の厳しいルール!? 先輩に叱られる！ 押忍！                              |
| #25     | 8月2日  | 高岡大仏 編                | ハロー高岡大仏！ ロケに参加するお母さん！ ジェスチャーお父さん！ 一般人が追ってくる…!? 富山がアツい                     |

### ランジャタイによりますと
| 2025年 | 2025年             | 2025年                        | 2025年 |
| 回数   | 放送日             | タイトル                      | 放送内容 |
| ------ | ------------------ | ----------------------------- | --- |
| #1     | 1月26日 (25日深夜) | 富山駅 編                     | 『ランジャタイによりますと』は 富山県民が誰も見ない新番組！？ インサート撮影に協力的な国ちゃん！ かまぼこの近くで話したい柴田さん！ ももげん！東京が好き                 |
| #2     | 2月23日 (22日深夜) | Dタワー富山 編                | 最低限の社会人マナーを学ぶ！ 矢が刺さる電話、時空歪む訪問、感動のクレーム対応... 目を見てポテトを食べないで！？ 『ランジャタイによりますと』は勤勉な富山県民に愛されたい |
| #3     | 3月23日 (22日深夜) | アピアショッピングセンター 編 | 上の世代にも『ランジャタイによりますと』を知ってほしい！ 意気投合インサート、謎カメラマン、国ちゃんの粋な計らい... ファンに盗られる！？ だまされんちゃ！了解です         |
| #4     | 4月27日 (26日深夜) | 合気道の護身術 編             | 春なので護身術！ 扉を介する国ちゃんと満身創痍の柴田さん！ 殺気の有無！？名役者がいる！ 強くなりたい「ランジャタイによりますと」                                          |
| #5     | 5月25日 (24日深夜) | 氷見の海浜公園＆古墳 編       | 国ちゃんの地元ロケ！ 猿と孔雀と揺れる白菜... うんてい対決ついに！ 関係者以外を止める松！氷見の古墳は本物か！？ ランジャタイによりますとはディープな富山も紹介したい      |

## ラジオ版
『ランジャタイによりますと』（ラジオ版）はKNBラジオで2025年1月12日から日曜夜に放送されているラジオ番組。

### 概要
同番組はKNBテレビで放送されている同名番組のラジオ版かつスピンオフ番組でメインパーソナリティはテレビ版と同じく国崎和也（ランジャタイ）とフリーアナウンサーの柴田泰佳。
ランジャタイはこれまでニッポン放送などで単発の冠特番やポッドキャスト番組を担当してきたが、地上波ラジオの冠レギュラー番組はこれが初となる。
放送は富山ローカルであるが、radikoのエリアフリーサービスで全国どこでもリアルタイムでの聴取が可能のほか、YouTubeの公式チャンネルで放送終了直後から映像付きでの見逃し配信を行っている。

### 出演者
- パーソナリティ
  - 国崎和也（ランジャタイ）
  - 柴田泰佳（フリーアナウンサー）

### コーナー
- ももげんジャマイカ

第5回からスタート。テレビ版初回のロケで富山駅構内にある化粧品等を取扱う五洲薬品の店舗を訪れた際、人気商品である入浴剤の「桃源(とうげん)」を「ももげん」と読み間違え、さらに偶々通りがかった外国人に“Where are you from?”(訳:あなたはどこから来ましたか?)と尋ねた際、“Germany”(訳:ドイツ)と返されるも、発音からそのまま捉えてしまい、“Jamaica”(訳:ジャマイカ)と勘違いしてしまうという恥ずかしい思いをした柴田アナに同じような読み間違いや聞き間違いなど『うっかり間違えてしまったエピソード』を送って慰めてあげようというコーナー。